# Scraptia burgeoni
Scraptia burgeoni es una especie de coleóptero de la familia Scraptiidae.

## Distribución geográfica
Habita en la República Democrática del Congo.